# Carlos W. Cigliuti
Carlos Walter Cigliuti (2 de noviembre de 1916 - 14 de enero de 1994) fue un docente, escritor y político uruguayo perteneciente al Partido Colorado.
Se desempeñó como docente de Historia en liceos de su ciudad natal, Canelones.
Ocupó un escaño parlamentario como diputado en el periodo 1967-1972. Al regreso de la democracia fue electo senador para el periodo 1985-1990. Es reelecto para el periodo 1990-1994, produciéndose su fallecimiento cerca del final de este último.